# Färgesjön, Halland
Färgesjön är en sjö i Hylte kommun i Halland och ingår i Nissans huvudavrinningsområde. På sjöns västra sida ligger naturreservatet Svinhultsåsen.